# ロールス・ロイス RR300

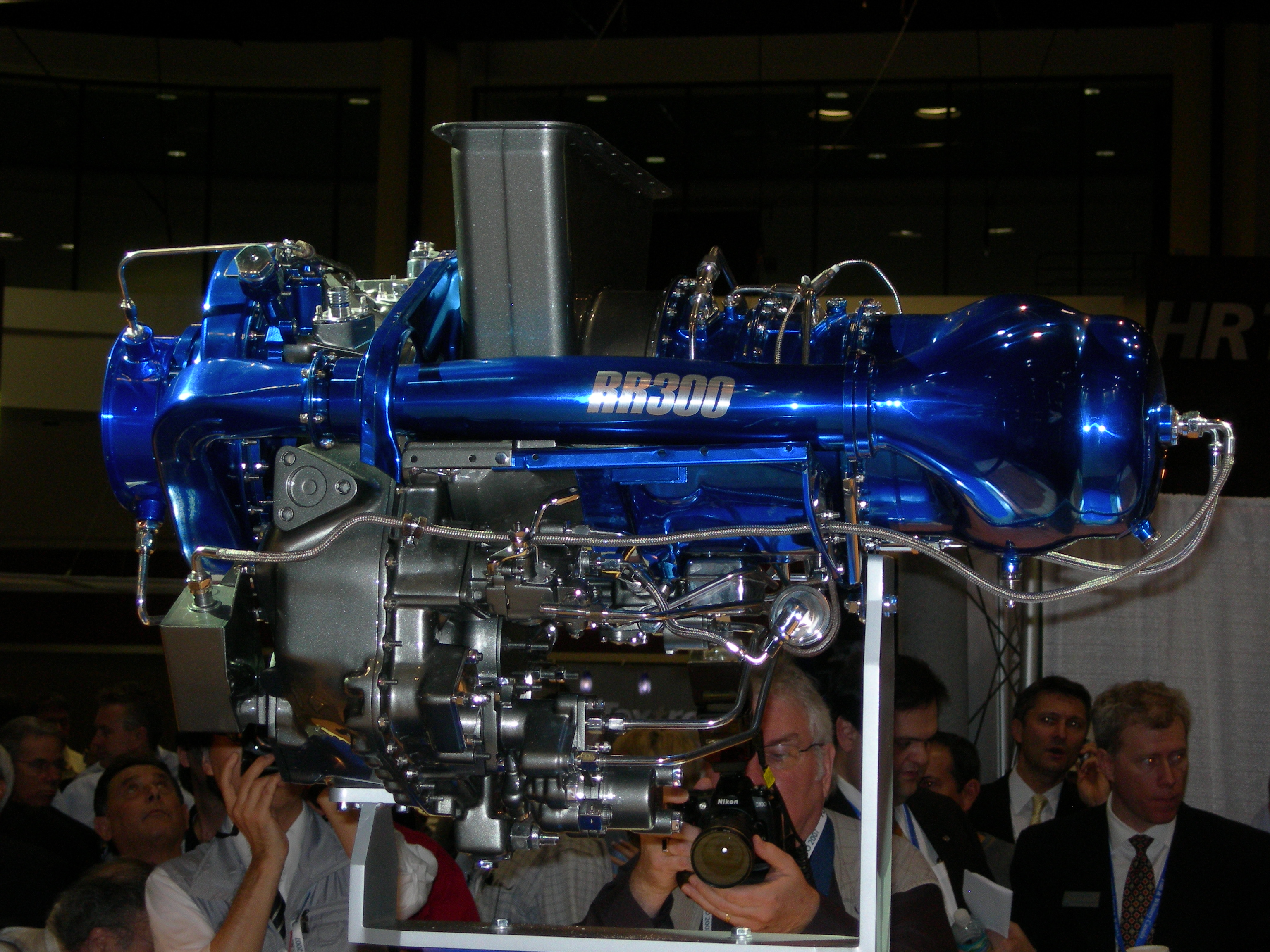
heliexpo2007で展示されたRR300

ロールス・ロイス RR300は軽量ヘリコプター市場向けに開発されたタービンエンジンである。出力は離陸時300shp (224 kW)でRR300は商標を変えて出力を減らしたアリソン 250-C20である。

## 設計と開発
250-C18型は1965年に認証を取得した当時、出力水準はRR300と同規模だったが、その後40年が過ぎ、その間、改良が重ねられ、より効率化され、出力も向上した。250-C40の総圧縮比は9.2:1で空気流量は6.1 lb/s で出力は715 shpである。
RR300は250-C40/47から遠心式圧縮機を小型化して燃焼室とタービンは250-C20型と似ておりC20の複合式6段軸流/単段遠心式圧縮機を備える。RR300は250型から外観と配置を受け継いだ。
RR300は第2段階として低出力仕様の出力350 shpの250-C20型として1987年のアリソンモデル 225から20年の月日を経て開発された。
新しい5席仕様のロビンソン R66 軽量ヘリコプターはRR300ターボシャフトエンジンを装備し、ロビンソン社は元は標準型の250-C20を使用していた。ロールスロイス社は同様にエンストロム、MDヘリコプターズ、ローターウェイ、シュワイザーと将来のRR300の搭載について協議するため了解覚書に署名したと発表した。2013年3月、エンジンはスコッツ ベル47GT-6の動力に指定された。47GT-6は47G-3B-2Aの基本設計を踏襲し、現在、ベル47型の認証を保持するスコッツ ベル47によって生産される。
FAAのRR300の型式認証は量産に先立ち2008年2月に取得された。

## 搭載機
- ロビンソン R66
- ベル 47
- ローターウェイ 300T イーグル（英語版）

## 仕様諸元 (RR300)
一般的特性
- 形式: 2軸式ターボシャフト
- 全長: 37.6インチ (96 cm)
- 直径: 21.5インチ (55 cm)
- 乾燥重量: 201ポンド (91 kg)

構成要素
- 圧縮機: 単段遠心式
- タービン: 2段式GP, 2段式出力タービン

性能
- 出力: 240–300軸馬力 (180–220 kW)
- 全圧縮比（英語版）: 6.2
- 出力重量比: 0.67ポンド毎馬力 (0.41 kg/kW)

出典: ロールス・ロイス